# 바바티
바바티(스와힐리어: Babati)는 탄자니아 마냐라 주의 주도로, 인구는 303,013명(2002년 기준)이다.